# Tanvir Dar
Tanvir Ahmad Dar, znany także jako Goga (urdu ‏تنویر احمد ڈار‎, ur. 4 czerwca 1947 w Amritsarze, zm. 12 lutego 1998 w karaczi) – pakistański hokeista na trawie, mistrz olimpijski i mistrz świata. Brat Munira Ahmeda i stryj Tauqira, również hokeistów.
Grał na linii obrony, w reprezentacji Pakistanu był specjalistą od strzelania rzutów karnych. Uczestniczył w Letnich Igrzyskach Olimpijskich 1968, na których zdobył złoty medal. Wystąpił w ośmiu spotkaniach, strzelając sześć bramek. Zdobył ponadto złoty medal na pierwszych mistrzostwach świata w hokeju (1971) i złoty medal igrzysk azjatyckich (1970). W latach 1966–1973 rozegrał w drużynie narodowej 80 spotkań, strzelając 43 bramki.
Pracował jako celnik w Karaczi. Zmarł w wieku 50 lat, będąc w stanie śpiączki farmakologicznej. W Pakistanie istnieje akademia hokejowa, nazwana imieniem Tanvira Dara.